# Гюнтер Врона
Гюнтер Врона (нім. Günter Wrona; 17 квітня 1916, Берлін — 18 липня 2010, Треббін) — німецький офіцер, гауптман резерву вермахту. Кавалер Лицарського хреста Залізного хреста.

## Нагороди
- Залізний хрест 2-го і 1-го класу
- Штурмовий піхотний знак в сріблі
- Нагрудний знак «За поранення» в чорному
- Медаль «За зимову кампанію на Сході 1941/42»
- Медаль «Хрестовий похід проти комунізму» (Румунія)
- Нагрудний знак ближнього бою в бронзі
- Лицарський хрест Залізного хреста (4 травня 1944) — як гауптман резерву і командир 176-го фузілерного батальйону 176-ї піхотної дивізії.